# Costanzo Cloro
Flavio Valerio Costanzo, meglio noto come Costanzo Cloro o Costanzo I (in latino Flavius Valerius Constantius; Dardania, 31 marzo 250 circa – Eburacum, 25 luglio 306), è stato un imperatore e militare romano (305-306) durante la tetrarchia. Padre di Costantino I, è il capostipite della dinastia costantiniana.

## Biografia

### Origini e carriera militare
Elogiato dai contemporanei come Pius (osservante della religione, in senso pagano) è invece passato alla storia come Chlorus ("pallido"), un epiteto datogli dagli storici bizantini. Nacque in Dardania da una famiglia di illiri romanizzati.
Secondo l'Historia Augusta, Costanzo era figlio di Flavio Tito Eutropio, un nobile proveniente dalla Dardania settentrionale, nella provincia della Mesia Superiore, e di Flavia Claudia Crispina, variamente imparentata, a seconda della fonte, con i due fratelli e imperatori Claudio il Gotico e Quintillo. Molti storici moderni, tuttavia, dubitano che egli potesse essere realmente imparentato ai due augusti, e sospettano che tali genealogie nobiliari possano essere un'invenzione di suo figlio Costantino, e che la sua famiglia potesse essere di umili origini, ipotesi peraltro avvalorata dal fatto che nell'esercito aveva incominciato la propria carriera dai gradi inferiori. Nondimeno, tramite tale discendenza fittizia da Claudio il Gotico, la sua famiglia avrebbe potuto rivendicare anche una discendenza dai Flavi, come ancora affermato dall'Historia Augusta.
Fece carriera nell'esercito romano, ricoprendo le cariche di protector sotto gli imperatori Aureliano e Probo, tribunus, e praeses Dalmatiarum (governatore della Dalmazia) sotto l'imperatore Caro. Ebbe un legame con Elena, che gli diede un figlio, Costantino, nato all'inizio degli anni 270.
Nel 288 era prefetto del pretorio dell'imperatore Massimiano. All'inizio di quell'anno Massimiano incaricò Costanzo di condurre una campagna contro gli alleati franchi di Carausio – un usurpatore che deteneva il potere sulla Britannia romana –, i quali controllavano gli estuari del Reno, impedendo attacchi via mare a Carausio. Costanzo si mosse verso nord attraverso il loro territorio, portando distruzione e diffondendo panico, e raggiunse il Mare del Nord. I Franchi chiesero la pace e con l'accordo conseguente Massimiano rimise al potere il deposto re franco Gennobaude.

### Costanzo cesare
Essendosi distinto per la sua abilità militare, il 1º marzo 293, a Mediolanum, Massimiano nominò Costanzo proprio Cesare, una sorta di vice-imperatore per la parte occidentale dell'impero; lo stesso giorno, o un mese dopo, Diocleziano fece lo stesso con Galerio: era nata la tetrarchia, il «governo a quattro». A Costanzo – che aveva sposato la figlia di Massimiano, Teodora – furono assegnate la Gallia e la Britannia e fu fatto capire che avrebbe dovuto avere successo lì dove Massimiano aveva fallito: sconfiggere Carausio.
Costanzo svolse il proprio compito velocemente ed efficientemente, ed entro il 293 espulse le forze di Carausio dalla Gallia settentrionale; quello stesso anno il sovrano ribelle fu assassinato e sostituito dal suo tesoriere Alletto. Costanzo marciò su per la costa fino agli estuari del Reno e della Schelda, dove riportò una vittoria sugli alleati franchi di Carausio e assunse il titolo di Germanicus maximus; il suo successivo obiettivo era la Britannia, e quindi passò gli anni successivi a costruire una flotta per l'invasione della Britannia, la prima dai tempi di Giulio Cesare. 

Massimiano, che si trovava ancora in Italia dopo la nomina di Costanzo, fu soddisfatto dei piani di invasione e nell'estate del 296 tornò in Gallia, dove controllò le frontiere renane difendendole dagli alleati franchi di Carausio mentre Costanzo lanciò l'invasione della Britannia. Costanzo, assicuratosi il controllo dei porti fondamentali di Rouen e di Boulogne, divise la flotta di invasione in due parti, una stanziata a Rouen con a capo Giulio Asclepiodoto, prefetto del pretorio di Costanzo, e l'altra sotto il suo comando a Boulogne per confondere la flotta di Alletto stanziata a Wight. 

Asclepiodoto riuscì ad attraversare la Manica, sbarcando a Clausentum, e sconfisse Alletto, uccidendolo. Costanzo sbarcò a capo dell'altra forza di invasione nei pressi di Dubris (Dover) e marciò su Londinium (Londra), dove fu accolto come un liberatore dalla popolazione che aveva subito il saccheggio da parte delle truppe mercenarie franche di Alletto, annientate da Costanzo.
Nel 298 Costanzo spinse gli Alamanni nel territorio dei Lingoni (nella moderna Langres in Francia) e rinforzò le difese sul fiume Reno. Durante le persecuzioni dei cristiani nel 303 non si verificarono grandi episodi di violenza nella zona amministrata da Cloro, sia per il suo animo relativamente tollerante sia per l'impegno preponderante mosso nel contenimento delle popolazioni ostili, che assorbì l'imperatore per la quasi totalità del suo principato.

### Costanzo augusto
Con il ritiro degli augusti Diocleziano e Massimiano, divenne egli stesso augusto il 1º maggio del 305, scegliendo come proprio cesare e successore designato Flavio Valerio Severo. Tuttavia, alla sua morte l'anno seguente a Eboracum (York) durante una spedizione contro i Pitti e gli Scoti, le truppe proclamarono augusto il figlio Costantino che finì con il riunificare l'impero romano sotto il suo potere nel 324.
Costantino fece cremare le spoglie paterne e le portò a Treviri, dove i resti del mausoleo di Costanzo Cloro sarebbero stati identificati nel 2003. Invece non è pertinente il monumento funerario di Treviri noto come La Colonna di Igel, ma grazie a un equivoco sfuggì alla distruzione nel Medioevo, perché si ritenne che la scena principale sul suo lato meridionale raffigurasse Costanzo Cloro con la moglie sant'Elena, madre di Costantino il Grande.

## Titolatura imperiale

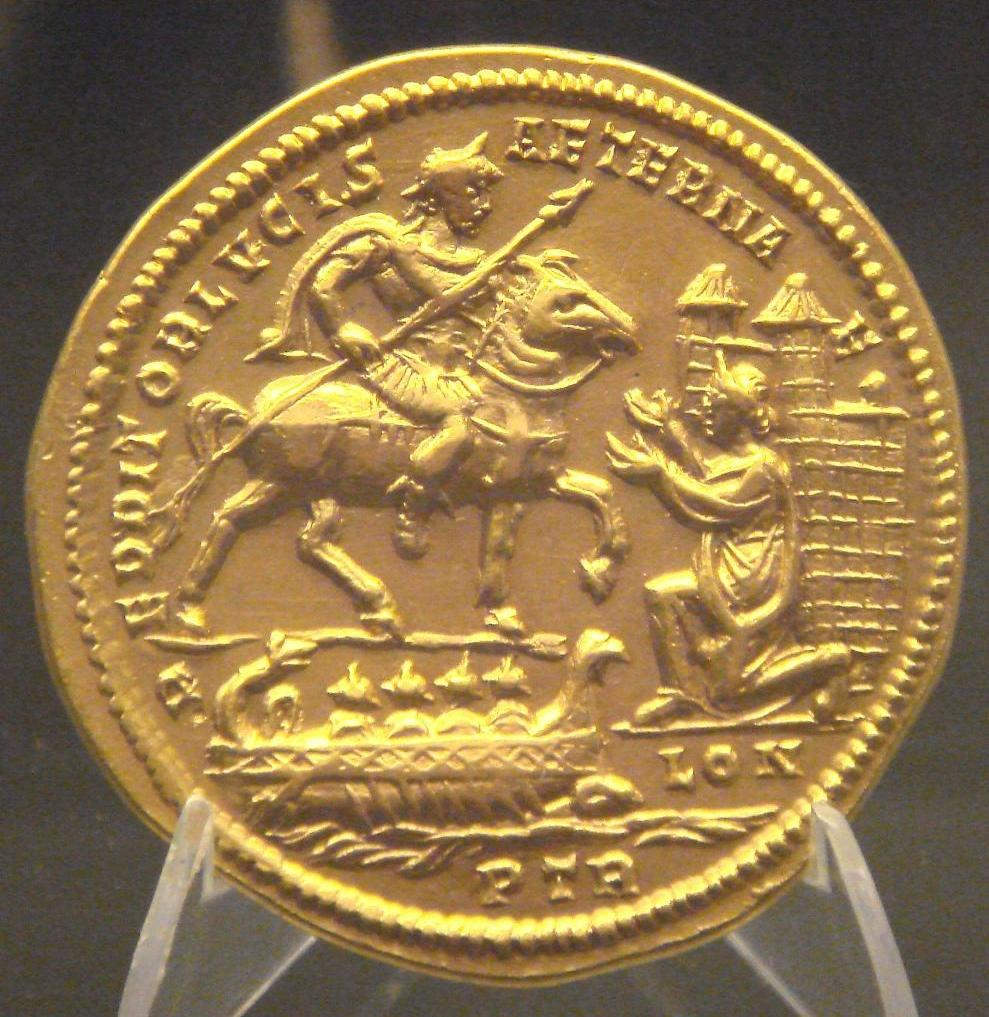
Medaglione in oro, trovato ad Arras, in Francia settentrionale. Coniato a Treviri nel 297/298, celebra la liberazione di Londra e la restituzione della Britannia romana all'Impero dopo la morte di Alletto nel 296. Al rovescio Costanzo a cavallo è accolto dal genio della città fuori le mura, con la legenda REDDITOR LVCIS AETERNAE – LON(DINIVM), «Restauratore della luce eterna – Londra».

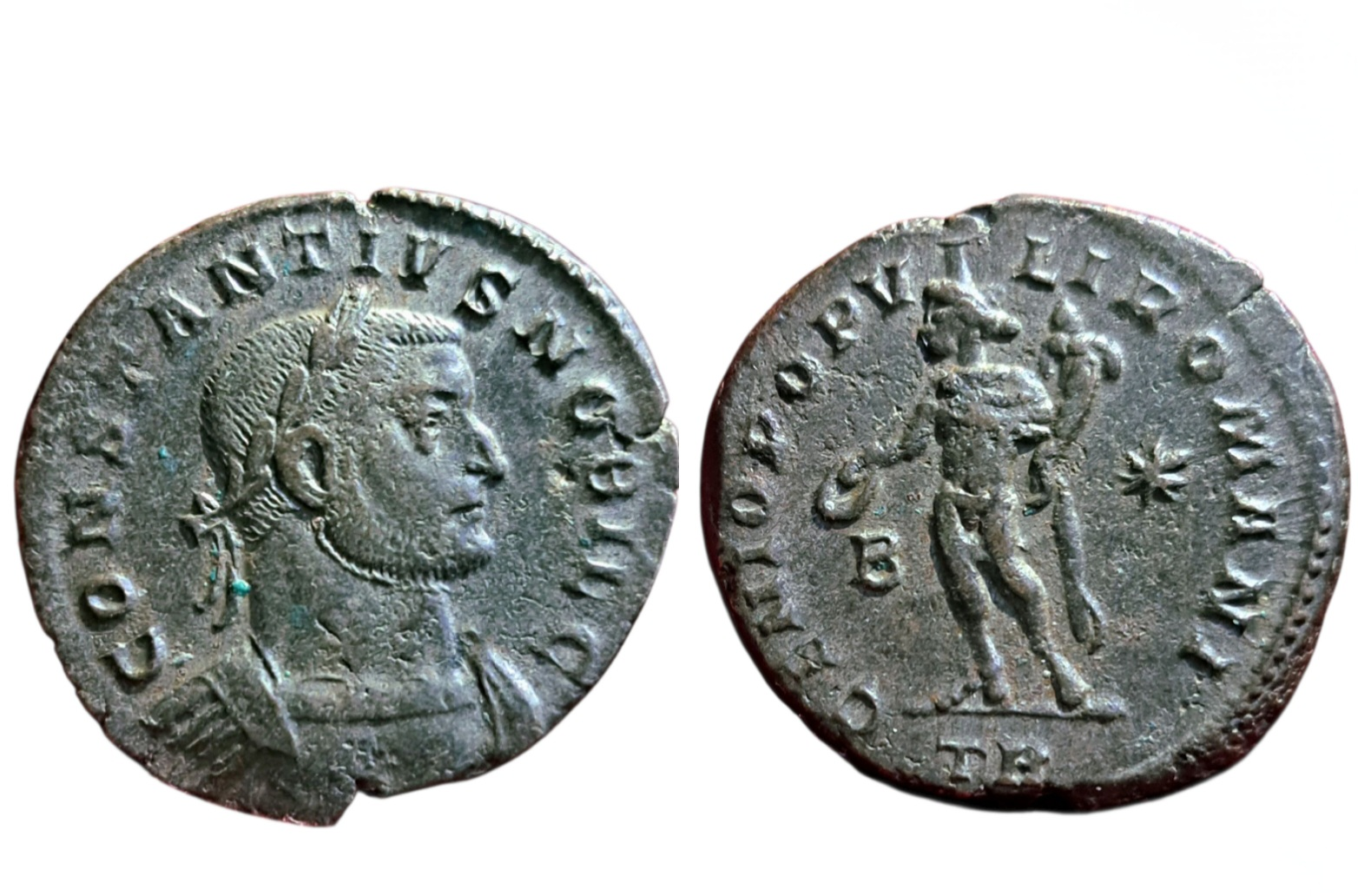
Follis emesso tra il 298 e 299 dalla zecca di Augusta Treverorum, capitale dei territori assegnati a Costanzo all'interno dell'ordinamento tetrarchico: diocesi delle Gallie, diocesi delle Britannie e diocesi di Vienne. Al dritto profilo a destra dell'imperatore come cesare, indossante corona triumphalis, e con corazza e paludamentum appuntato sulla spalla sinistra. La legenda reca CONSTANTIVS NOBIL(issimus) C(aesar). Al rovescio il Genio del Popolo Romano stante e rivolto a sinistra, reggente una patera nella destra e una cornucopia nella sinistra, con clamide appuntata sulla spalla destra e modio sulla testa. La legenda reca GENIO POPV-LI ROMANI; in esergo TR(everorum) e ai lati della divinità B e una stella, indicanti la zecca e l'officina rispettivamente. Immagini e iscrizioni inseriscono il pezzo nel repertorio tipologico, e ideologico, della monetazione tetrarchica. La patera e l’atto sacrificale rimandano alla pietas, e alle tradizioni romane tutte, il cui conservatorismo e la cui valorizzazione furono alla base della ristrutturazione della Res Publica, da parte di Diocleziano e dei colleghi. Quest’ultima, portata avanti nella promozione degli antichi dèi come in quella dell'antica moneta, contro i pericoli interni all'Impero romano, ossia il Cristianesimo e le eresie dilaganti (si vedano la Grande persecuzione del 303-304, e l'editto di Diocleziano contro il Manicheismo del 302), e l'inflazione che richiese la promulgazione dell'Editto dei Prezzi, permise allo Stato romano il superamento della crisi del III secolo. Il governo autoritario di augusti e cesari nelle varie zone dell'Impero, aprì una nuova stagione di sicurezza e forza anche militari, contro le gentes externae a Occidente, la Persia sasanide a Oriente, e contro la piaga delle usurpazioni imperiali. Il nuovo corso felice dello Stato è rappresentato, nel programma iconografico della monetazione tetrarchica, da varie divinità come il Genius Populi Romani, l'emanazione divina della (nuova) potenza della romanità, foriera di abbondanza simboleggiata dalla cornucopia, e rispetto delle tradizioni religiose, rappresentato dal piatto per il sacrificio. Infine si segnala la menzione di diverse capitali, sedi di altrettante figure imperiali, governanti organicamente le parti del mondo romano.

I titoli onorifici e i consolati assunti da Costanzo Cloro furono, in ordine cronologico:
- 293: accetta il titolo Germanicus maximus per la campagna in Batavia;
- 294: console assieme a Galerio; accetta il titolo Sarmaticus maximus per la campagna gotico-sarmatica di Diocleziano;
- 295: accetta il titolo Persicus maximus per una vittoria di Galerio;
- 296: console (II) assieme a Diocleziano (VI); accetta il titolo di Carpicus maximus per una vittoria di Galerio;
- 297: accetta il titolo Britannicus maximus per la vittoria su Alletto;
- 298: accetta i titoli di Armeniacus maximus, Medicus maximus, Adiabenicus maximus e di Persicus maximus per le vittorie in Oriente di Galerio;
- 299: accetta il titolo di Germanicus maximus II per la vittoria presso Lingones; accetta il titolo di Sarmaticus maximus II per una vittoria di Galerio;
- 300: console (III) assieme a Galerio (III);
- 301–304: accetta quattro iterazioni del titolo Carpicus maximus (V);
- 301–306: accetta tre iterazioni del titolo Germanicus maximus (V);
- 302: console (IV) assieme a Galerio (IV);
- 304–306: accetta il titolo Britannicus maximus II;
- 305: console (V) assieme a Galerio (V);
- 306: console (VI) assieme a Galerio (VI).

## Costanzo Cloro e il cristianesimo
Nell'opera Vita Constantini, Eusebio di Cesarea sostiene che Costanzo Cloro fosse un cristiano che fingeva di essere pagano e che per questo non applicò nei propri domini le persecuzioni deliberate da Diocleziano. Un indizio in questa direzione sarebbe il fatto che diede a una figlia il nome Anastasia, che significa "resurrezione". In mancanza di dati certi la grande maggioranza degli storici ritiene che Costanzo Cloro, come tutti gli imperatori da Aureliano fino a Costantino, fosse piuttosto un aderente del culto del Sol Invictus.

## Leggenda medievale
Goffredo di Monmouth scrive nella sua leggendaria Historia Regum Britanniae che Costanzo sarebbe stato un senatore romano all'inizio della sua carriera. Nel testo si afferma che all'inizio della sua attività avrebbe costretto la Spagna a sottomettersi all'impero romano e che durante la sua carriera avrebbe continuato a elevare la potenza di Roma. Questa versione dei fatti non coincide con il racconto riguardo Coel Hen, secondo il quale le rivolte erano state placate prima della sottomissione a Roma.
Le leggende si riferiscono anche alla figura della madre di Costantino, Elena, che viene riportata come una schiava costretta a prostituirsi in una taverna.